# Perilitus zealandicus
Perilitus zealandicus är en stekelart som först beskrevs av Shaw 1993.  Perilitus zealandicus ingår i släktet Perilitus och familjen bracksteklar. Inga underarter finns listade i Catalogue of Life.